# 카스티야 연합왕국
카스티야 연합왕국(스페인어: Corona de Castilla)은 중세 및 근대에 걸쳐 이베리아반도에 존재했던 국가이다. 1230년 후사가 없어진 레온 왕국의 왕위에 카스티야 왕국의 국왕 페르난도 3세가 즉위하면서 탄생했다. 가톨릭 군주들의 결혼을 통해 아라곤과 동군 연합을 이루었다가, 18세기 초 스페인 왕위 계승 전쟁에서 승리한 펠리페 5세가 아라곤을 완전히 합병하면서 현대 스페인 왕국의 토대를 이루었다. 카스티야는 왕위 계승 전쟁 후에도 공식적으로 해체되지 않았으나, 역사가들은 물론 당대의 스페인 사람들도 이후의 왕국을 에스파냐라고 불렀다.

## 레온과 카스티야
레온 왕국은 아스투리아스 왕국의 후신이며, 레온이 성립될 당시 카스티야는 레온 왕국 휘하의 한 영지였다. 10세기 경 레온은 한때 나바라 왕국에 카스티야 지방을 빼앗기기도 하였다. 그러나 11세기에 카스티야가 독립하여 독자적인 왕국이 되었다. 레온과 카스티야는 11세기부터 12세기에 걸쳐 두 차례 연합왕국을 이루었다.
1198년 카스티야의 공주 베렝겔라는 사촌오빠인 레온 왕 알폰소 9세와 결혼하여, 이듬해 아들 페르난도 3세를 낳았다. 1217년, 어머니 베렝겔라에게서 왕위를 이양받은 페르난도 3세는, 1230년 아버지 알폰소 9세의 사망으로 레온의 왕위도 이어받았다. 이후 두 왕국은 동군 연합으로서 카스티야-레온 연합왕국이 되었다.
페르난도 3세는 레온 왕국의 의회를 카스티야에 통합시켜 두 왕국의 결합을 공고히 하였다. 이때부터 공문서를 카스티야어로 작성하면서, 카스티야어가 레온어, 바스크어, 갈리시아포르투갈어 등을 제치고 점차 지배적 위치를 차지하게 되었다.

## 트라스타마라가

### 왕위 계승 전쟁
알폰소 11세의 사후 두 왕자 페드로와 엔리케 간에 카스티야의 왕좌를 둘러싼 내전이 벌어졌다. 처음에는 페드로가 알폰소 11세의 적자로서 왕위를 이었으나, 사생아였던 트라스타마라 후작 엔리케가 그에 대항해 반기를 들었다. 페드로는 영국의 흑태자 에드워드와 연합하여 엔리케를 몰아냈다. 그러나 페드로가 에드워드에게 약속한 보상금을 지불하지 않자 에드워드는 카스티야를 떠났고, 프랑스로 도망쳤던 엔리케가 이를 틈타 다시 카스티야로 돌아와 전쟁을 계속했다. 페드로는 1369년 몬티엘 전투에서 패하여 전사했고, 엔리케 2세가 왕위에 올랐다.
1371년 흑태자 에드워드의 동생인 제1대 랭커스터 공작 곤트의 존이 페드로의 딸 콘스탄사와 결혼하였다. 1386년 곤트의 존은 아내 콘스탄사를 카스티야의 여왕으로 인정할 것을 요구하며 군대를 이끌고 카스티야의 여러 도시를 점령하였다. 엔리케 2세의 뒤를 이어 왕이 된 후안 1세는 곤트의 존과 합의를 맺어, 아들 엔리케 3세를 존의 딸 캐서린과 결혼시켰다. 이 결혼으로 왕위 계승 전쟁이 일단락되고, 트라스타마라 왕가의 지배가 공고해졌다.

### 아라곤 연합왕국과의 관계
엔리케 3세 사후, 엔리케 3세의 동생인 안테케라의 페르난도는 왕관을 거절하고, 엔리케 3세의 비 캐서린과 함께 엔리케의 아들 후안 2세의 섭정이 되었다. 1412년 카스페 합의로 페르난도는 아라곤 연합왕국의 왕위에 올랐다.
한편 섭정이었던 캐서린이 죽자, 아직 14세였던 후안 2세는 궁정에서 가장 강력한 영향력을 지닌 귀족 알바로 데 루나에게 섭정을 맡겼다. 이 무렵 카스티야의 소귀족들과 가톨릭 교회는, 카스티야의 궁정에 영향력을 넓히던 아라곤의 왕자들과 그에 연합한 카스티야의 대귀족들과 갈등을 빚고 있었다. 알바로 데 루나는 소귀족들과 연합을 맺고 아라곤의 왕자들을 상대로 전쟁을 벌여 그들을 카스티야에서 몰아내었다.

### 제 2차 왕위 계승 전쟁
엔리케 4세는 아버지 후안 2세의 전쟁으로 박살난 귀족들과의 관계를 수습하려고 하였다. 그러나 두 번째 아내인 포르투갈 여왕 후아나가 낳은 공주 후아나 라 벨트라네하가 카스티야 귀족 벨트란 데 라 쿠에바와의 불륜으로 낳은 아이라는 소문이 퍼졌다.
귀족들은 후아나 공주의 왕위 계승권을 박탈하고 왕의 배다른 동생인 아스투리아스 공작 알폰소를 후계자로 삼을 것을 요구했다. 알폰소가 사고로 죽은 뒤에는, 배다른 동생인 이사벨 1세가 후계자가 되었다.

## 가톨릭 군주

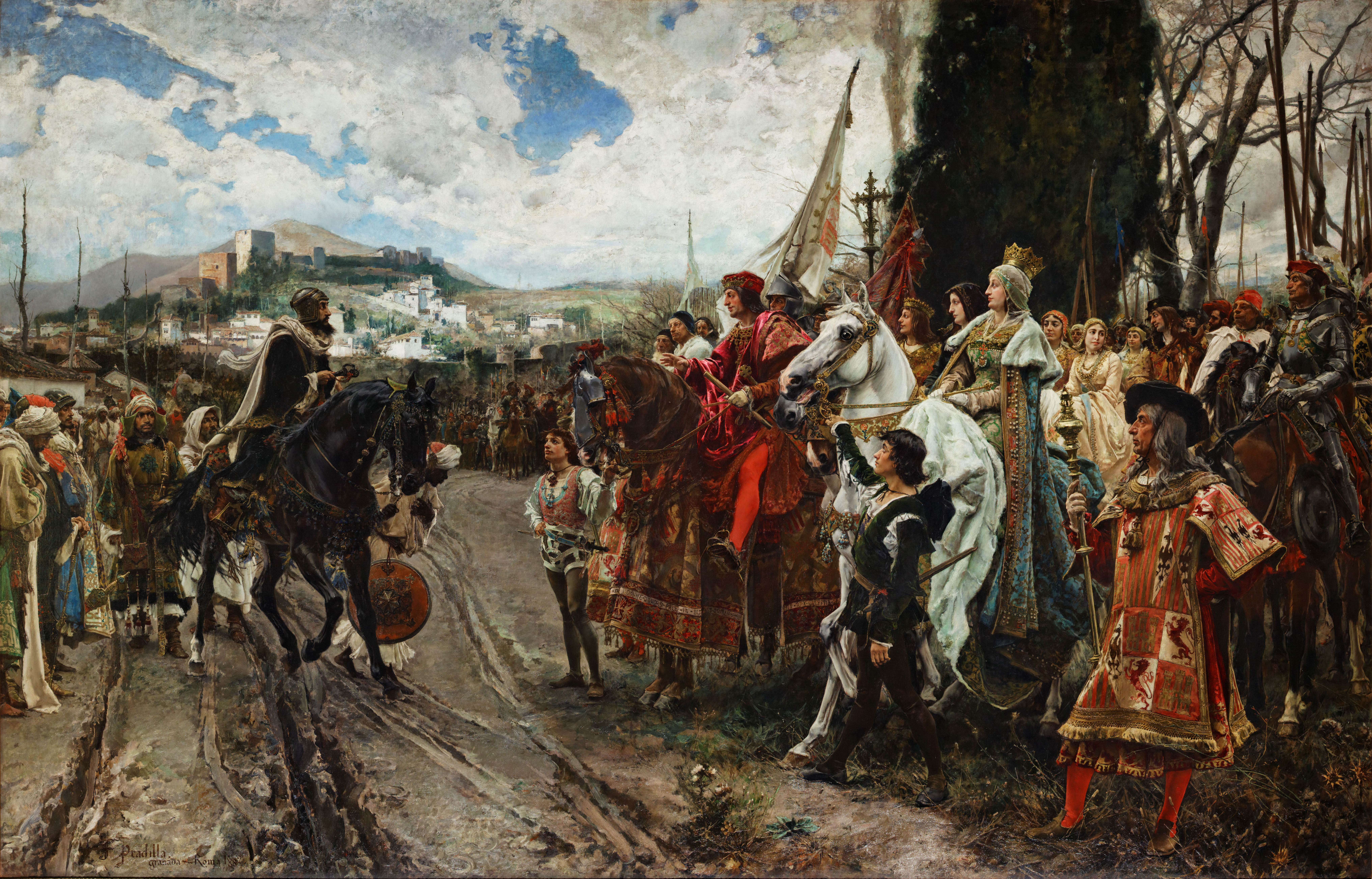
그라나다 탈환

1469년 이사벨 1세와 아라곤의 왕세자 페르난도 2세가 카스티야의 바야돌리드에서 결혼식을 올렸다. 1479년 페르난도 2세가 아라곤의 왕위에 오르면서, 아라곤과 카스티야는 일시적 연합을 이루었다. 교황은 이들에게 가톨릭 군주라는 칭호를 부여했다.
엔리케 4세는 이복동생 이사벨을 후계자로 삼을 때, 자신이 정한 귀족과 결혼하는 것을 조건으로 내세웠다. 아라곤이 아닌 포르투갈이나 프랑스와 동맹을 맺고 싶어 했던 엔리케 4세는, 페르난도와 결혼함으로써 이사벨의 왕위 계승권이 무효가 되었다고 선언하고 딸인 후아나 라 벨트라네하를 후계자로 삼았다. 1474년 엔리케 4세가 죽었을 때 이사벨과 후아나의 지지자 간에 카스티야 왕위 계승 전쟁이 벌어졌다. 이사벨은 이 전쟁에서 승리하고 카스티야의 왕위에 올랐다.

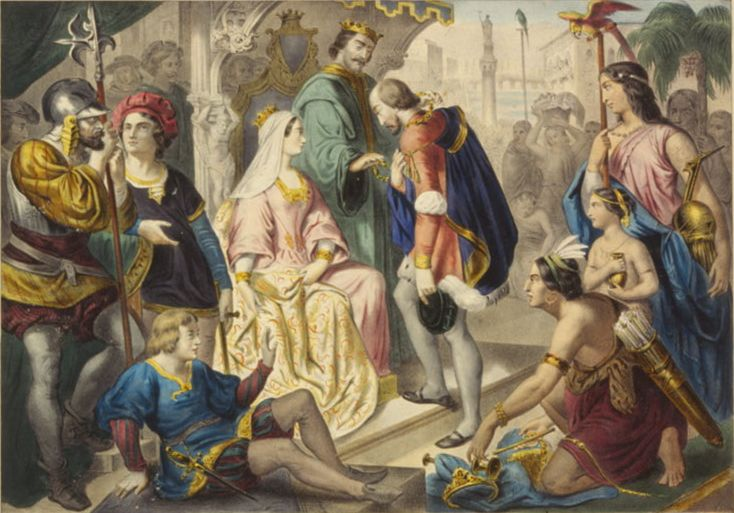
콜럼버스와 가톨릭 군주

이사벨과 페르난도의 결혼으로 두 왕은 "카스티야, 레온, 아라곤과 시칠리아의 국왕"으로 불렸으나, 이사벨은 카스티야 연합왕국을, 페르난도는 아라곤 연합왕국을 각각 다스렸다. 두 연합왕국의 통치기구 또한 별개로 운영되었다. 그러나 카스티야는 아라곤에 비해 3배의 영토와 4배 이상의 인구를 갖고 있었으므로, 카스티야가 아라곤에 비해 지배적 위치를 갖게 되었다.
레콘키스타의 결과로 카스티야 귀족들은 강력한 힘을 갖게 되었다. 가톨릭 군주는 귀족들을 견제하기 위해 지역 치안조직인 "성스러운 형제단"을 창설했다. 또한 사적 전투를 금지하고 레콘키스타로 얻은 새 영토의 총독부의 권한을 축소시켰다. 각 도시에는 국왕이 임명한 대표가 파견되어 도시 행정을 감독하였다.
두 국왕은 1487년에서 1497년에 걸쳐 카나리아 제도를 정복했다. 1492년 1월 2일에는 마지막 이슬람 도시인 그라나다를 함락하고 알람브라 궁전에 입성하여, 레콘키스타가 완료되었다. 또한 같은 해 크리스토퍼 콜럼버스는 두 국왕의 후원으로 아메리카 대륙을 발견하여, 신대륙 정복이 시작되었다.

## 제국과 위기

### 후아나 1세
1504년 이사벨이 죽고 딸 후아나가 카스티야 연합왕국을 물려받았다. 후아나에게는 정신병이 있어, 그녀의 별명은 미친 후아나(스페인어: Juana la Loca)였다. 이사벨은 죽기 전 그녀가 "책무를 다하지 못할 때를 대비하여" 후아나의 아버지 페르난도를 섭정으로 임명했다. 그러나 후아나의 남편인 아우스트리아 대공 펠리페는 카스티야의 귀족들에게 지지를 받았으나 후아나와 사이가 좋지 않았다. 페르난도는 카스티야와의 전쟁을 피하기 위해 섭정의 권한을 포기해야 했다.
1506년 비야파필라의 합의로 페르난도는 아라곤으로 돌아갔고, 펠리페가 아내 후아나와 함께 카스티야를 공동 통치하게 되었다. 또한 이 합의로 페르난도는 신대륙에 대한 권한을 모두 펠리페와 후아나에게 넘겨, 왕국의 수입 가운데 절반을 포기했다. 1507년 펠리페가 죽자, 페르난도는 다시 섭정으로서 카스티야에 돌아왔다. 1510년에는 후아나의 정신병이 심해져 토르데시야스의 한 수도원에 유폐되었다.
1512년 아라곤과 카스티야는 동맹을 맺고 나바라 왕국을 침공하여 병합하였다. 나바라 영토 가운데 피레네산맥의 남부가 카스티야의 영토로 병합되었다.

### 카를로스 1세

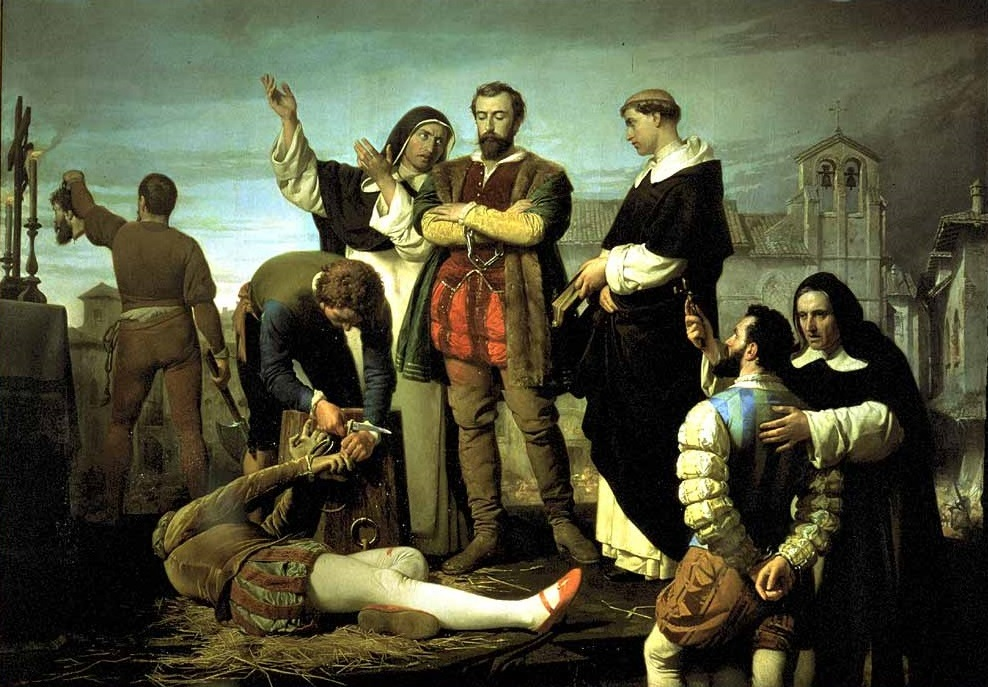
"코무네로스" 파디야, 브라보와 말도나도, 1860년. 안토니오 기스베르트.

카를로스 1세는 부모로부터 카스티야, 아라곤 및 신성 로마 제국을 상속받았다.
- 1506년 아버지 펠리페 1세에게서 네덜란드를 상속받았다.
- 1517년 외조부 페르난도 2세가 죽었을 때, 아라곤과 카스티야, 그리고 신대륙을 어머니 후아나와 공동 통치하게 되었다. 그러나 후아나는 여전히 유폐되어 있었으므로 실질적으로는 두 연합왕국을 단독 통치하게 되었다.
- 1519년 조부 막시밀리안 1세가 죽었을 때 신성 로마 황제로 선출되어, 신성 로마 제국의 카를 5세가 되었다.[주 1]

카를로스 1세는 카스티야에서는 크게 환영받지 못했다. 네덜란드 헨트에서 태어난 그는 카스티야어를 능숙하게 구사하지 못했다. 게다가 카스티야에 도착하기도 전에 카스티야 왕국의 금고를 사용하고, 플랑드르 출신을 요직에 앉히는 등의 행동으로 카스티야 귀족들의 분노를 샀다. 카스티야인들은 카스티야에서 태어난 동생 페르디난트 1세를 지지했다.
1518년 바야돌리드에서 열린 카스티야 의회에서 왈롱 출신인 장 드 소바쥬가 의장으로 임명되었다. 외국인을 의장에 앉히는 것에 반대하는 의원들은 격렬히 저항했다. 의회는 부르고스 대표 후안 데 주멜의 주도로 왕이 카스티야 법을 지키고 카스티야어를 배울 것, 그리고 외국인들을 요직에서 해임시킬 것을 요구했다. 카를로스는 이 요구를 들어주겠다고 맹세하고서야 의회의 부조금 60만 두카트를 받을 수 있었다.
카를로스는 자신이 신성 로마 황제가 될 것을 예상하고 있었다. 카를로스는 제국의 영향력을 확대하기 위해 스페인의 자금이 필요했고, 그를 위해 카스티야에서의 왕권을 강화할 필요가 있었다. 아메리카 대륙에서 수입된 금과 은, 그리고 광대한 영토로 인해 카스티야는 16세기 유럽에서 가장 부유하고 강력한 국가가 되어 있었다. 그러나 카를로스가 약속을 지키지 않자, 카스티야 귀족들은 조국이 제국에 흡수될지도 모른다는 위기를 느끼고 격렬히 저항했다. 1520년 톨레도 의회와 산티아고데콤포스텔라 의회는 국왕에게 부조금을 지급하지 않을 것을 결의했다. 라코루냐 의회는 많은 의원들이 매수당하고, 일부 의원들은 등원을 거부한 상태에서 부조금이 승인되었다. 카스티야인들은 부조금 승인에 투표한 의원들을 습격하고 집을 불태웠다. 1520년 카를로스가 카스티야를 떠났을 때 코무네로스 전쟁(시민 전쟁)이 일어났다. 그러나 시민군은 이듬해 제압되었고, 의회의 권한은 축소되었다.

### 펠리페 2세의 제국 경영
펠리페 2세는 아버지 카를로스 1세의 정책을 유지했으나, 카스티야를 중심으로 제국을 운영했고, 마드리드에서 모든 정무를 처리했다.
카를로스 1세의 막대한 지출은 카스티야 경제에 큰 부담을 주었다. 펠리페 2세 시대에는 이 지출이 4배로 늘었다. 그는 기존의 세금을 늘리는 한편 1567년에는 새로운 세금을 부과했다. 그럼에도 그의 궁정은 4차례나 파산하였고, 각 도시에도 큰 부담이 되었다. 이로 인해 도시들의 산업화가 늦어지게 되었다.
한편 독실한 가톨릭 교도였던 펠리페는 1567년 모든 모리스코(스페인의 이슬람 교도)들에게 이슬람 관습을 버리고 가톨릭으로 개종하는 법을 시행했다. 이에 저항해 모리스코 반란이 일어났으나, 돈 후안 데 아우스트리아에게 제압되었다.

### "작은 합스부르크" 왕국
펠리페 2세 시대까지 정부기관의 요직은 잘 교육받은 하급 지주 계층이 차지했다. 펠리페 2세는 알칼라 대학과 살라망카 대학 출신을 중용하였다. 그러나 펠리페 3세 시대부터 다시 귀족들이 국가를 통치하기 시작했다.
펠리페 4세 시대에 스페인은 아메리카 식민지의 수입 감소와 네덜란드 독립 전쟁으로 또다시 파산의 위기에 처했다. 펠리페 4세가 총애한 중신 올리바레스 백작은 14만명 규모의 예비군을 창설하고 각 지역이 각자 비용을 지출하는 등 연합 왕국을 구성하는 각국의 정치적 통합을 시도했으나 실패했다.
1659년 올리바레스 백작은 몰락하고 루이스 멘데즈 데 하로가 펠리페 4세의 총신이 되었다. 펠리페 4세가 죽고 육체적 정신적으로 허약했던 카를로스 2세가 즉위하자 스페인은 신하들 간의 정치 투쟁으로 침체기를 겪었다. 평생 프랑스와 오스트리아에 휘둘리던 카를로스 2세 사후 스페인의 왕좌를 놓고 스페인 왕위 계승 전쟁이 벌어졌다.
전쟁이 끝난 후 스페인은 단일한 스페인 왕국으로 완전히 통합되었다.

## 역대 군주

### 보르고냐 왕조
- 페르난도 3세 (1230년~1252년)
- 알폰소 10세 (1252년~1284년)
- 산초 4세 (1284년~1295년)
- 페르난도 4세 (1295년~1312년)
- 알폰소 11세 (1312년~1350년)
- 페드로 (1350년~1369년)

### 트라스타마라 왕조
- 엔리케 2세 (1369년~1379년)
- 후안 1세 (1379년~1390년)
- 엔리케 3세 (1390년~1406년)
- 후안 2세 (1406년~1454년)
- 엔리케 4세 (1454년~1474년)
- 이사벨 1세 (1474년~1504년)
- 후아나 1세 (1504년~1516년)

### 합스부르크 왕조
- 카를로스 1세 (1516년~1556년)
- 펠리페 2세 (1556년~1598년)
- 펠리페 3세 (1598년~1621년)
- 펠리페 4세 (1621년~1665년)
- 카를로스 2세 (1665년~1700년)

### 부르봉 왕조
- 펠리페 5세 (1700년~1715년)

## 카스티야 연합 왕국의 영토

1400년 전후의 카스티야 왕령

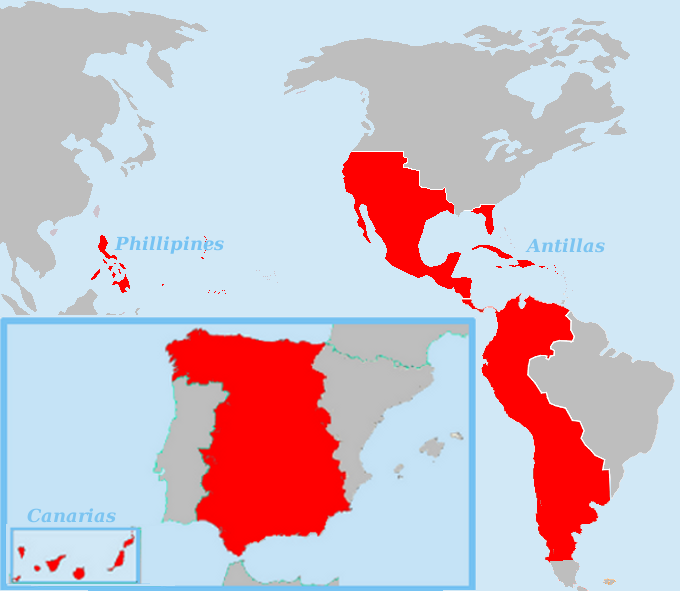
식민지 통합 이후 카스티야 왕령

### 스페인
- 카스티야라비에하
- 카스티야라누에바
- 레온 왕국
- 카스티야 왕국
- 아스투리아스 공국
- 갈리시아 왕국
- 비스카야
- 기푸스코아
- 알라바도
- 에스트레마두라
- 톨레도 왕국
- 무르시아 왕국
- 코르도바 왕국
- 하엔 왕국
- 세비야 왕국
- 그라나다 왕국
- 나바라 왕국

### 해외
북반구
- 누에바에스파냐 부왕령 (1535년 이후)
- 스페인령 동인도 (1571년 이후)

남반구
- 페루 부왕령 (1542년 이후)
- 칠레 총독령 (1541년 이후)
- 누에바그라나다 왕국 (1538년 이후)
- 누에바그라나다 부왕령 (1717-1724, 1739년 이후)
- 베네수엘라 총독령(1777년 이후 자치령으로 병합)
- 리오데라플라타 부왕령(1776년 이후)

## 같이 보기
- 카스티야의 군주